# Barco hospital

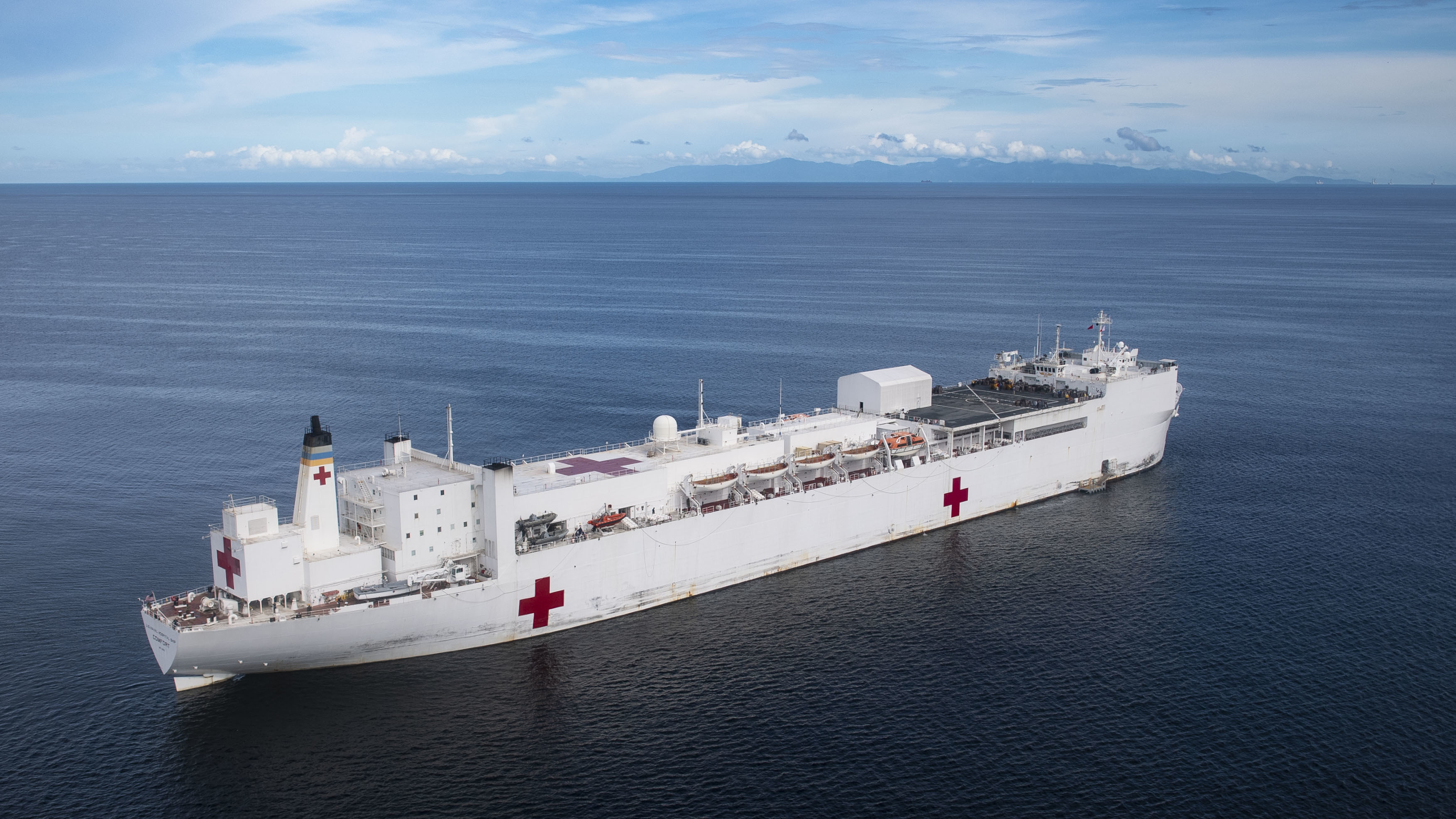
El USNS Comfort Armada de los Estados Unidos anclado en la costa de La Brea.

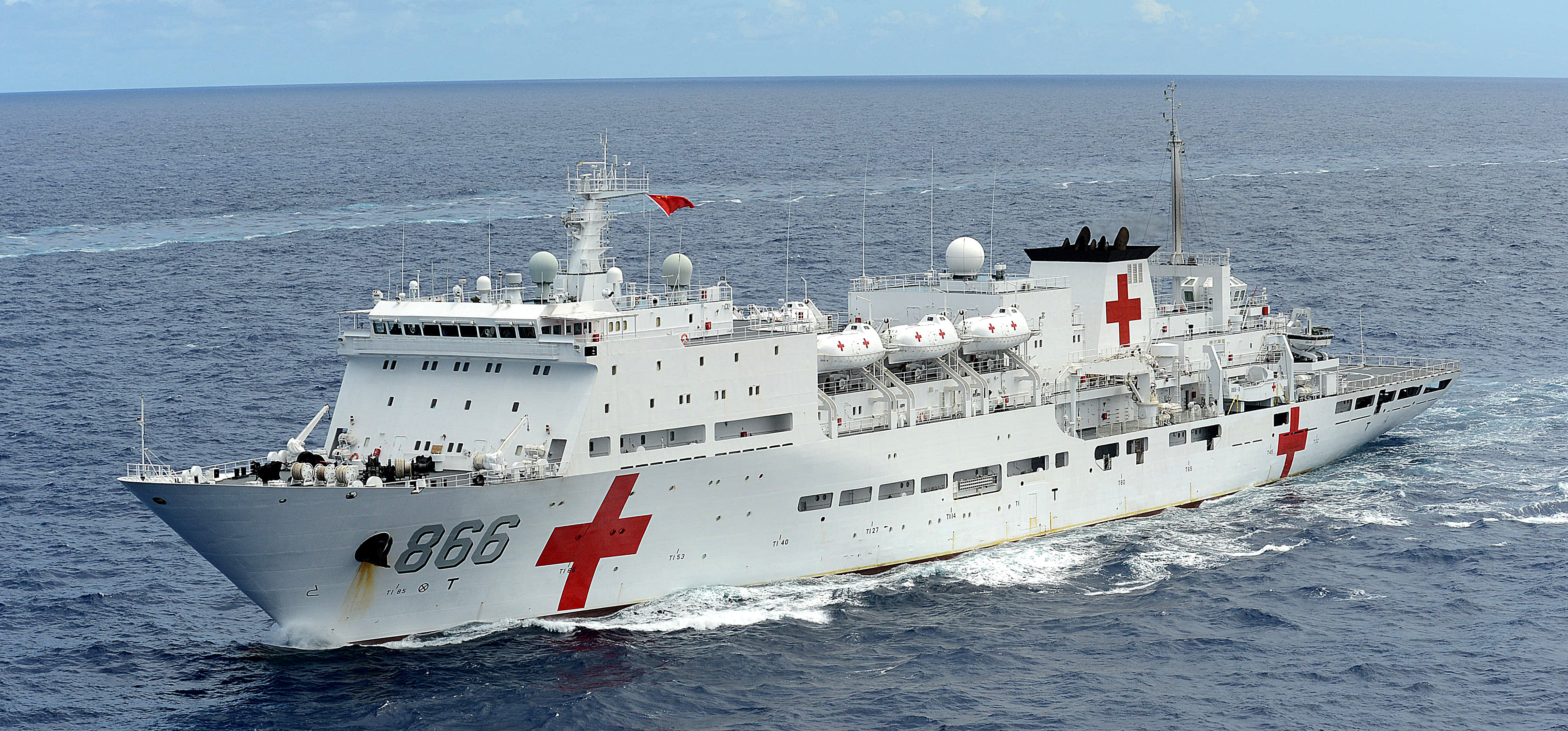
El Daishan Dao (Armada del Ejército Popular de Liberación) en los ejercicios RIMPAC 2014.

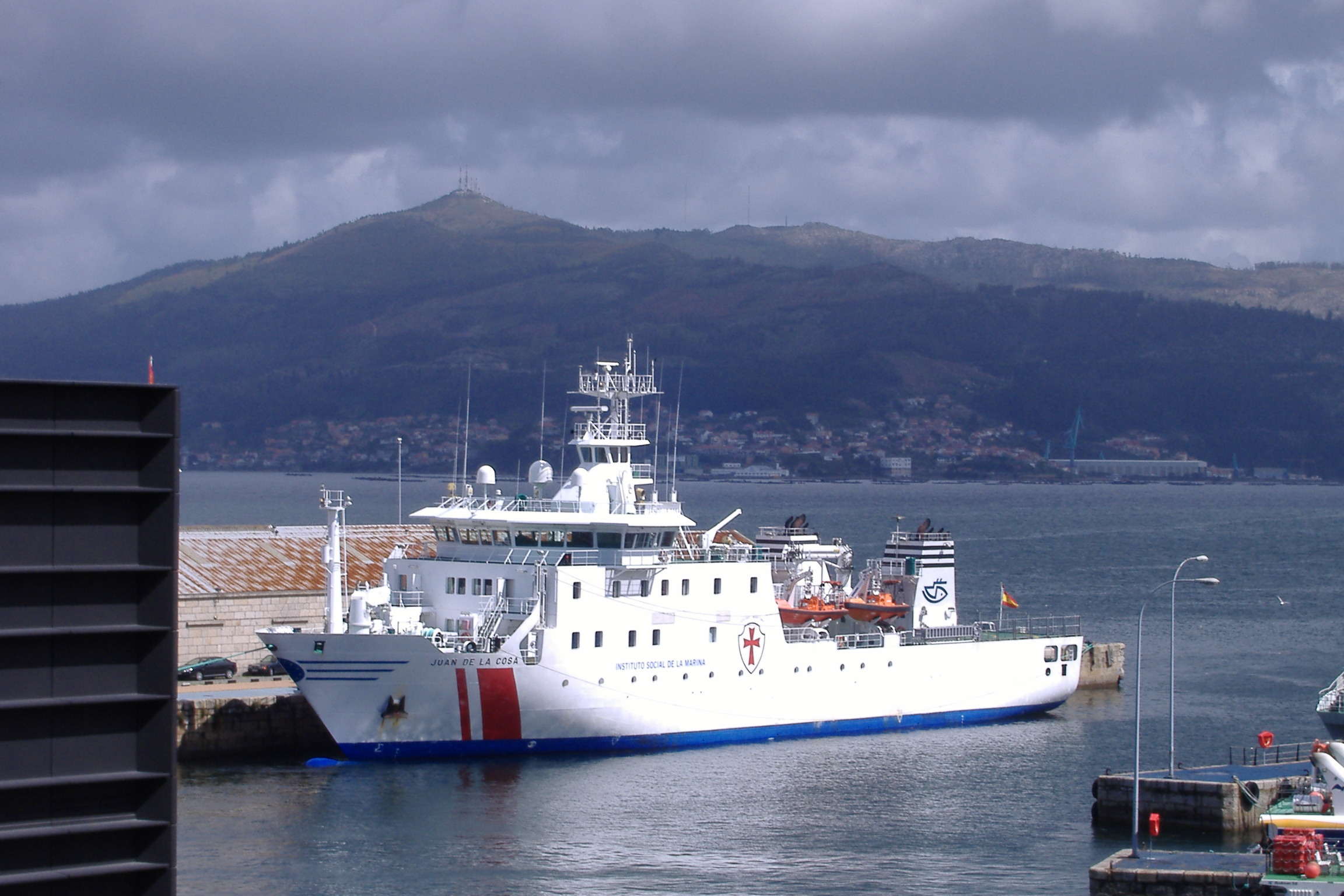
El Juan de la Cosa (Armada española) atracado en el Puerto de Vigo.

Un barco hospital es un barco diseñado para servir principalmente como instalación de tratamiento médico u hospital, siendo operado en la mayoría de los casos por personal militar. 
Un barco hospital es un barco construido y equipado para rescatar a los náufragos, tratar a los enfermos y curar a los heridos. Su función es servir como centro de atención médica y ofrecer al paciente los mismos cuidados que un hospital en tierra firme. La mayoría de buques hospital son barcos operados por las marinas militares de los diferentes estados del mundo.
Durante las guerras mundiales, algunos transatlánticos fueron adaptados para usarse como barcos hospitales. El RMS Aquitania y el HMHS Britannic fueron algunos de ellos. Los barcos hospitales modernos lucen grandes cruces rojas para gozar de la protección de las Convenciones de Ginebra bajo la legislación bélica.

## Régimen jurídico
Los barcos hospitales están amparados bajo la X Conferencia de La Haya de 1907. El artículo cuarto de la Convención esbozó las restricciones existentes para los buques hospital en tiempos de guerra:
- El buque debe estar claramente identificado como barco hospital.
- El buque deberá proporcionar asistencia médica al personal herido de cualquier nacionalidad.
- El buque no será utilizado para fines militares.
- Los buques no interferirán u obstaculizarán a los navíos enemigos.
- La Convención de La Haya podrá autorizar que naciones beligerantes registren cualquier buque hospital para investigar posibles violaciones de las restricciones arriba señaladas.

Si se viola cualquiera de las restricciones el buque será catalogado como unidad combatiente enemiga y hundida. Sin embargo, abrir fuego contra un buque hospital que cumpla con las regulaciones podrá ser juzgado como un crimen de guerra.